# سونیا سوتومایور
سونیا ماریا سوتومایور (به انگلیسی: Sonia Maria Sotomayor) (زاده ۲۵ ژوئن ۱۹۵۴) قاضی دستیار دیوان عالی ایالات متحده آمریکا است.
او همچنین یک قاضی فدرال در دادگاه استیناف حوزه دوم ایالات متحده آمریکا بوده‌است.

## زندگینامه
سوتومایور اسپانیایی‌تبار است و در شهر نیویورک از والدینی پورتوریکوئی زاده شد. باراک اوباما او را برای سمت قاضی دادگاه عالی این کشور انتخاب کرد. در تاریخ ۷ اوت ۲۰۰۹ میلادی، قاضی سونیا سوتومایور، به عنوان نخستین عضو هیسپانیک دیوان عالی آمریکا از مجلس سنای ایالات متحده آمریکا، با ۶۸ رای مثبت در برابر ۳۱ رای منفی، رای اعتماد گرفت.
سوتومایور دانش‌آموختهٔ دانشگاه پرینستون و دانشگاه ییل است.

## جنجال
در پی نامزدی سوتومایور برای پست قاضی دیوان عالی ایالات متحده آمریکا، کارزاری از سوی برخی محافظه‌کاران عضو حزب جمهوری‌خواه آمریکا به راه افتاده تا از اعتبار سونیا سوتامایور بکاهند و مانع از تصویب عضویت او در مجلس سنا به عنوان یکی از نه قاضی عضو دیوان عالی آمریکا شوند. برخی از اعضای حزب جمهوری‌خواه، سوتومایور را بخاطر جمله‌ای در یک سخنرانی در سال ۲۰۰۱ میلادی، که گفته بود: «یک زن لاتینوی صاحب بصیرت می‌تواند به یُمن تجربهٔ غنی خود به قضاوت بهتری برسد تا مرد سفیدپوستی که هرگز آن تجربه را نداشته است.» را به «نژادپرستی علیه سفیدان» متهم می‌کردند.

## نگارخانه

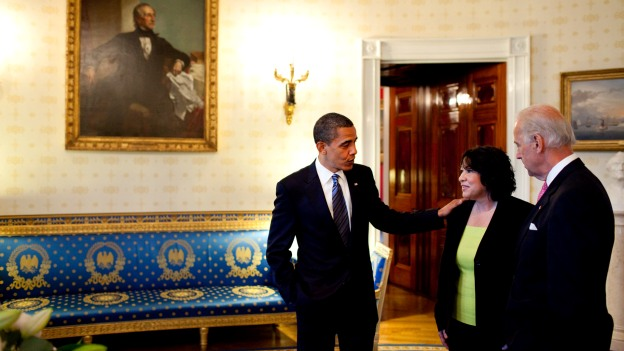
به همراه جو بایدن و باراک اوباما
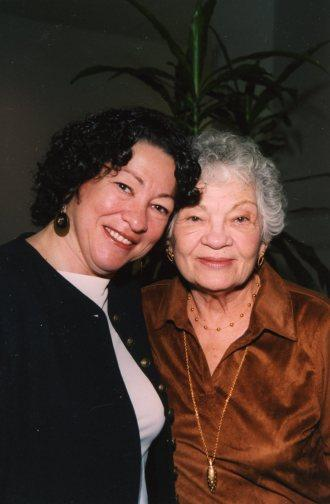
سوتومایور و مادرش سلینا
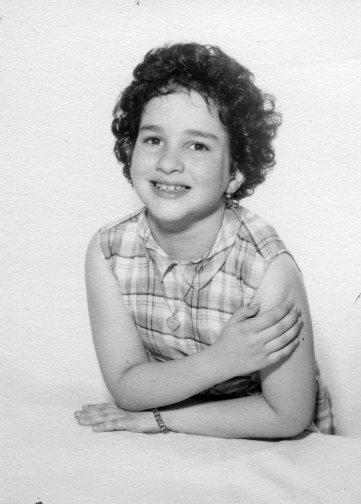
در سنین کودکی
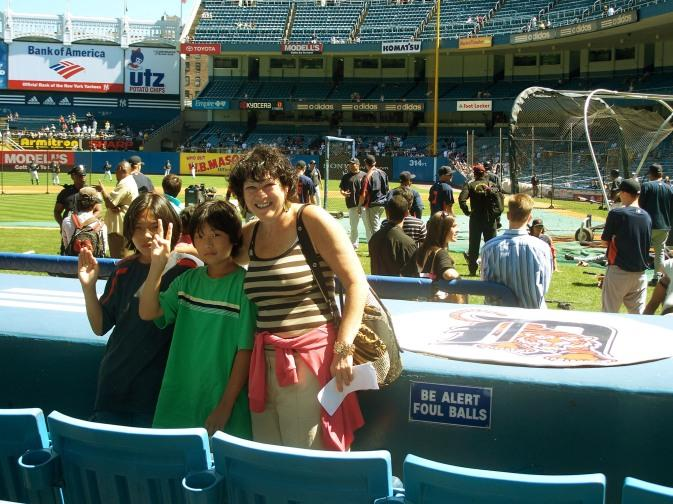
در ورزشگاه یانکی نیویورک